# Alexanderplein (Amsterdam)
Het Alexanderplein in Amsterdam is een plein in Amsterdam-Centrum. Het ligt aan het oostelijke einde van de Plantage Middenlaan, bij de kruising met de Sarphatistraat. Ter weerszijden liggen de Jules Schelvisbrug (brug 264, over de Plantage Muidergracht bij Artis) en Muiderpoortbrug (brug 265, over de Singelgracht naar het Tropeninstituut aan de Mauritskade). De Alexanderstraat en de Alexanderkade grenzen aan het plein.
Het Alexanderplein is in 1886 vernoemd naar Prins Alexander (1851-1884), jongste zoon van Koning Willem III.
Op het Alexanderplein staat de Muiderpoort, gebouwd in 1770 op de plek van een oudere stadspoort uit 1663. Voor de Vierde Uitleg bevond zich hier het dorp Oetewaal. 
Op dit plein kruisen de tramlijnen 7 en 14 elkaar en slaat tramlijn 19 af naar het Wereldmuseum. In 2004 werd de toenmalige tramlijn 10 vanaf het Alexanderplein via de Sarphatistraat verlengd naar het Azartplein in het Oostelijk Havengebied. Dit traject werd op 22 juli 2018 overgenomen door lijn 7.